# Henri Bach
Henri Bach (* 24. Februar 1956 in Boppard; † 23. Juli 2024 in Essen) war ein deutscher Koch.

## Werdegang
Bach ging nach der Ausbildung 1976 zum Breidenbacher Hof in Düsseldorf und dann zum Restaurant San Francisco von Günter Scherrer im Hotel Hilton, ebenfalls Düsseldorf. Später folgten das Landhaus Scherrer in Hamburg und das Sheraton in Essen.
1983 wurde er gemeinsam mit Patron Berthold Bühler Küchenchef im Restaurant Résidence in Essen-Kettwig. 1984 wurde das Restaurant mit einem Michelinstern ausgezeichnet, 1989 mit zweien. Im Februar 2012 wechselte Henri Bach als Küchendirektor zur Hotel-Residence Klosterpforte nach Harsewinkel.
Im Dezember 2013 übernahm er die Aufgabe des gastronomischen Leiters für die Restaurants Schote (ein Michelinstern) seines ehemaligen Schülers Nelson Müller.
Bach verstarb am 23. Juli 2024 an den Folgen einer schweren Krankheit.

## Privates
Bach war verheiratet und Vater von vier Kindern.

## Auszeichnungen
- 1984: Ein Michelinstern im Restaurant Résidence
- 1989: Zwei Michelinsterne im Restaurant Résidence
- 2012: Ein Michelinstern im Restaurant Rincklake's[7]

## Veröffentlichungen
- Geheimnisse aus der Sterneküche von Berthold Bühler / Henri Bach von Bianca Killmann, Fackelträger-Verlag 2009, ISBN 978-3-7716-4403-1.